# Torneo Preolímpico Femenino de la OFC 2012
El Torneo Preolímpico Femenino de la OFC 2012 es la 3ª edición del campeonato que decide qué selección femenil representará a Oceanía en los Juegos Olímpicos. Solo cinco selecciones participaron en esta edición, en la que resultó ganador la selección neozelandesa.

## Formato
Papúa Nueva Guinea, Samoa, Tonga y Vanuatu se enfrentaron en un sistema de liga todos contra todos, la selección papúa junto con la tongana fueron los clasificados a la final, mientras que Samoa y Vanuatu disputaron entre sí el tercer puesto. Papúa Nueva Guinea venció en la final a Tonga y pasó a la segunda fase, en donde se debía enfrentar a doble partido con Nueva Zelanda. La ida fue victoria de las neozelandesas por 8-0 y la vuelta terminó 7-0 para las polinesias dejando un saldo de 15-0 a favor de Nueva Zelanda.

## Resultados

### Primera fase
| Equipo             | Pts | PJ | PG | PE | PP | GF | GC | Dif |
| ------------------ | --- | -- | -- | -- | -- | -- | -- | --- |
| Papúa Nueva Guinea | 9   | 3  | 3  | 0  | 0  | 20 | 3  | +17 |
| Tonga              | 6   | 3  | 2  | 0  | 1  | 11 | 5  | +6  |
| Samoa              | 3   | 3  | 1  | 0  | 2  | 7  | 16 | -9  |
| Vanuatu            | 0   | 3  | 0  | 0  | 3  | 6  | 20 | -14 |

| Fecha              | Lugar  |                    |                               | Resultado |                               |                    |
| ------------------ | ------ | ------------------ | ----------------------------- | --------- | ----------------------------- | ------------------ |
| 1 de marzo de 2012 | 'Atele | Tonga              | Bandera de Tonga              | 5:2       | Bandera de Vanuatu            | Vanuatu            |
| 1 de marzo de 2012 | 'Atele | Papúa Nueva Guinea | Bandera de Papúa Nueva Guinea | 7:2       | Bandera de Samoa              | Samoa              |
| 3 de marzo de 2012 | 'Atele | Tonga              | Bandera de Tonga              | 0:2       | Bandera de Papúa Nueva Guinea | Papúa Nueva Guinea |
| 3 de marzo de 2012 | 'Atele | Samoa              | Bandera de Samoa              | 4:3       | Bandera de Vanuatu            | Vanuatu            |
| 5 de marzo de 2012 | 'Atele | Samoa              | Bandera de Samoa              | 1:6       | Bandera de Tonga              | Tonga              |
| 5 de marzo de 2012 | 'Atele | Vanuatu            | Bandera de Vanuatu            | 2:1       | Bandera de Papúa Nueva Guinea | Papúa Nueva Guinea |

### 3.erPuesto y Final
| Fecha              | Lugar  |                    |                               | Resultado |                    |         |
| ------------------ | ------ | ------------------ | ----------------------------- | --------- | ------------------ | ------- |
| 7 de marzo de 2012 | 'Atele | Samoa              | Bandera de Samoa              | 0:2       | Bandera de Vanuatu | Vanuatu |
| 7 de marzo de 2012 | 'Atele | Papúa Nueva Guinea | Bandera de Papúa Nueva Guinea | 2:0       | Bandera de Tonga   | Tonga   |

## Segunda fase
| Fecha               | Lugar        |                    |                               | Resultado |                               |                    |
| ------------------- | ------------ | ------------------ | ----------------------------- | --------- | ----------------------------- | ------------------ |
| 31 de marzo de 2012 | Whangarei    | Nueva Zelanda      | Bandera de Nueva Zelanda      | 8:0       | Bandera de Papúa Nueva Guinea | Papúa Nueva Guinea |
| 4 de abril de 2012  | Port Moresby | Papúa Nueva Guinea | Bandera de Papúa Nueva Guinea | 0:7       | Bandera de Nueva Zelanda      | Nueva Zelanda      |

## Clasificado a los Juegos Olímpicos 2012
| Nueva Zelanda |
| Nueva Zelanda |
| ------------- |